# Augochloropsis barticana
Augochloropsis barticana är en biart som först beskrevs av Cockerell 1923.  Augochloropsis barticana ingår i släktet Augochloropsis och familjen vägbin. Inga underarter finns listade.